# Колесников, Эрио Викторович
Эрио Викторович Колесников (1935 - 2015) — советский учёный, профессор, доктор технических наук.
Организатор и первый заведующий кафедрой «Прикладной математики» Южно-Российского государственного технического университета
(Новочеркасского политехнического института) (1971).

## Биография
Родился 21 июля 1935 года в г. Таганроге.
Отец — Виктор Михайлович (1910—1973), служил в войсках пожарной охраны г. Ростова на Дону, участник Великой Отечественной войны с 1942 по 1945 годы (офицер технической роты танковых войск). Мать — Елена Васильевна (1912—1992), работала медицинской сестрой.
В конце 1941 года вместе с матерью был эвакуирован в Сталинградскую область. Окончив в 1953 году среднюю школу в Ростове-на-Дону, в том же году поступил в Высшее инженерное училище ВВС в Киеве, но через три года был демобилизован по болезни. Высшее образование заканчивал в Новочеркасском политехническом институте, где в 1959 году получил диплом инженера-электромеханика (с отличием). Параллельно учился заочно на физико-математическом факультете Ростовского государственного университета, который окончил в 1961 году по специальности математика (с отличием).
С 1959 года Колесников работал на электротехнических и физических факультетах ряда вузов страны: заведовал кафедрами теоретической электротехники, прикладной математики, математической физики в Новочеркасском политехническом институте, Симферопольском и Волгоградском университетах.
С 1989 года работал в Волгоградском государственном техническом университете в должности заведующего, а затем — профессора кафедры электротехники.
Э.В.Колесников опубликовал более 100 научных работ, является автором ряда патентов.

## Звания и Награды
- В 1964 году в Институте математики АН УССР (Киев) защитил диссертацию на соискание ученой степени кандидата физико-математических наук на тему «Методы расчета полей в кусочно-однородных средах с применением электромоделирования».
- В 1969 году в Ленинградском политехническом институте защитил докторскую диссертацию на тему «Переходные и стационарные электромагнитные поля магнитопроводов и токопроводов».
- В 1970 году было присвоено звание профессора теоретической и общей электротехники.
- Награждён знаком «Отличник высшей школы».